# Barbara Inkpen
Barbara Jean Inkpen (* 28. Oktober 1949 in Farnham, Surrey; † 3. September 2021 in Carshalton), verheiratete Lawton, war eine britische Hochspringerin.

## Laufbahn
1968 wurde sie bei den Europäischen Hallenspielen in Mailand Achte und belegte bei den Olympischen Spielen in Mexiko-Stadt den 13. Platz.
Bei den Europameisterschaften 1969 in Athen wurde sie Achte und gewann 1971 in Helsinki Bronze.
1972 wurde sie bei den Olympischen Spielen in München Vierte.
Zwei Jahre später siegte sie für England startend bei den British Commonwealth Games 1974 in Christchurch und kam bei den Europameisterschaften in Rom auf den 14. Platz.
Im Hochsprung wurde sie 1969 Englische Meisterin und 1969, 1970 sowie 1973 Englische Hallenmeisterin; im Weitsprung wurde sie 1967 Englische Hallenmeisterin.

## Persönliche Bestleistungen
- Hochsprung: 1,87 m, 22. September 1973, London
  - Halle: 1,86 m, 3. Februar 1973, Cosford
- Weitsprung: 6,16 m, 18. Juli 1969, London
  - Halle: 6,33 m, 21. November 1970, Cosford